# アビゲイル&ブリタニー・ヘンゼル姉妹
アビゲイル&ブリタニー・ヘンゼル姉妹（Abigail and Brittany Hensel、1990年3月7日 - ）は、アメリカ合衆国の結合双生児。
ライフマガジンをはじめとするさまざまなメディアに出ている。

## 人物
1990年3月7日にミネソタ州で、看護師と大工の両親のあいだに生まれる。頭が2つ 、腕が3本、脊髄が2本、肺は4つ、心臓は2つ、肝臓は1つ、胃は2つ、腎臓は3つ、大腸は1つ、小腸は1つ、性器は1つ、足は2つ存在する。両親は医者から分離手術をすすめられたが、仮に分離した場合は頭が1つしかなくなり、1人しか生きられないことになるため、拒否した。また、動かない1つの腕を切断している。 家族構成は前述の両親と、弟と妹。 
お互いに自分の反対側の手足には感覚はない。右手右足をアビゲイル、左手左足をブリタニーが動かしているが、息は合う。
性格に関してはアビゲイルは外向的でブリタニーは内向的。食べ物や服の好みも別で、服に関してはそれぞれの個性を強調するために別々の襟ぐりを持った服を持っている。睡眠のタイミングも別々。
12歳の時に脊柱側弯症の治療と将来予想される呼吸困難予防のため、ジレット幼児特別病院で手術を受けた。
学校に通っていた頃は、教科書は共有で、ノートと宿題とテストは別々。学校での成績も別々に評価されていた。大学時代は授業料が1.5人分にディスカウントされた。
自動車免許取得試験は2度受け、合格。運転時、ハンドルは2人で、ペダル（右足）とシフトレバー（右手）はアビゲイル、方向指示器（左手）はブリタニーが担当している。大学卒業後、現在は小学校教師である。
2021年11月13日、アビゲイルは、米陸軍の退役軍人で看護師のジョシュ・ボウリング（Josh Bowling）と結婚したという。